# Dorien
Dorien is een meisjesnaam die afgeleid is van het Griekse to doron (το δωρον), wat geschenk betekent. Dit Griekse woord zien we bijvoorbeeld ook terug in de jongensnaam Theodorus. Ook afleiding van de naam Dorothea ("geschenk van God").
De Engelse variant van deze voornaam is Doreen of Dorian.

## Bekende naamdraagsters
- Dorien de Vries, Nederlands windsurfster
- Dorien Haan, Nederlands actrice/musicalster

## Liedjes met de naam Dorien
- Dorien, van de popgroep Normaal
- Doreen, van Herman Brood (and his Wild Romance)